# 活蹦雀躍
活蹦雀躍（日語：コパノキッキング），是美國出生的日本純種競賽馬匹。生涯活躍於泥地賽事，曾於2018及2019年連霸亮星錦標，亦於2019年勝出根岸錦標及東京盃。

## 出賽前
2015年3月7日出生於美國一個由當地人Reiley McDonald管理的牧場，成長途中於拍賣會上被日本馬主小林祥晃以10萬美金購入。
於日本的育成途中被發現性格較為敏感，因而被施以閹割手術。
其後交由栗東訓練中心練馬師村山明訓練。

## 競賽生涯

### 3歲
2018年2月4日出戰京都競馬場3歲未勝利戰，雖然賽前僅獲第十人氣，但於比賽途中以快速的領放戰術展開比賽，進入直路後更不斷加速，最終拋離後方賽駒8馬位爆冷取得首勝。
其後增程出戰3歲500萬條件戰，但未能於直路保持優勢，最終被跟隨於其後方的Grimm超越落敗。
4月原定出戰另一場3歲500萬條件戰，但於左前腳挫傷下選擇取消出走進入休養。
休養復出後於條件戰級別的賽事征戰，最終以優秀的實力於五場賽事中取得四冠一殿的戰績。
12月9日出戰三級賽亮星錦標，原定由藤田菜七子策騎，但於對方有約在先之下改由柴田大知執繮。比賽開始後，其因漏閘落後於馬群後方，被迫放棄擅長的領放戰術選擇後上，並於比賽途中一直維持緩慢的節奏於最後。進入直路後，其隨即以優秀的反應抽出大外檔位置加速，轟出後600米34.9秒的恐怖末腳下成功超越前方所有對手，獲得首個分級賽冠軍。

### 5歲
2019年首戰為根岸錦標，本次比賽其選擇保持於第七左右的中團位置，通過彎道時稍微發力進佔第五。進入直路後，其迅速嚮應騎師莫艾誠的指揮走入有利位置加速，最終於最後200米取得領先並保持優勢直至最後，贏得生涯第二個分級賽冠軍。
其後按照計劃搭配騎師藤田出戰二月錦標，為首次有隸屬日本中央競馬會的女騎師出戰一級賽。比賽開始後，縱然其順利起步，但仍然放慢節奏保持於隊伍後方，並一直以較慢的步速推進。進入直路下，其抽出外檔進行加速，雖然跑出不俗的末腳速度，但最終仍然不惜其他對手，以第五的戰績完賽。
4月10日出戰東京短途錦標，比賽初段再度受到漏閘影響下保持於中團位置，雖然於直路以全場最佳末腳的姿態衝出，但未能扭轉局勢超越一早經已處於前方的Kitasan Mikazuki，以1馬位差距落敗得第二。
放草過後原定以北海道短途盃作為目標，但由於放草途中患上蜂窩組織炎而需要避戰。
進入下半年，陣營原定安排其遠征韓國出戰韓國短途錦標，但受到日韓貿易戰等政治經濟因素的影響下未能成行，最終改為出戰地方三級賽星團盃。比賽開始後，其保持於領放馬廣重黃金後方位置推進，於進入直路後雖然得以保持速度，但未能追上對手下再被後方來襲的精緻印刷超越，最終獲得第三的戰績。
10月2日出戰東京盃，本次比賽重拾以往的領放戰術於前方帶領馬群前進，並於比賽途中一直保持領先的優勢。進入直路後，其憑借自身優秀的末腳速度繼續拉開和對手的距離，最終以4馬位優勢輕鬆取勝，亦令藤田成為首位勝出中央地方交流分級賽的中央女騎師。
其後乘勢出戰地方一級賽日本育馬場盃短途賽，賽前落後高松宮紀念冠軍曲調夫子獲得第二人氣。比賽開始後，其於第10檔迅速內閃進佔先頭位置，並於通過彎道時成功由擁擠的馬群中央穿出。進入直路後，其保持速度於內欄位置繼續加速，可惜未能抵擋後上馬Bulldog Boss的壓力，最終被對手超越下以頸位差距憾負。

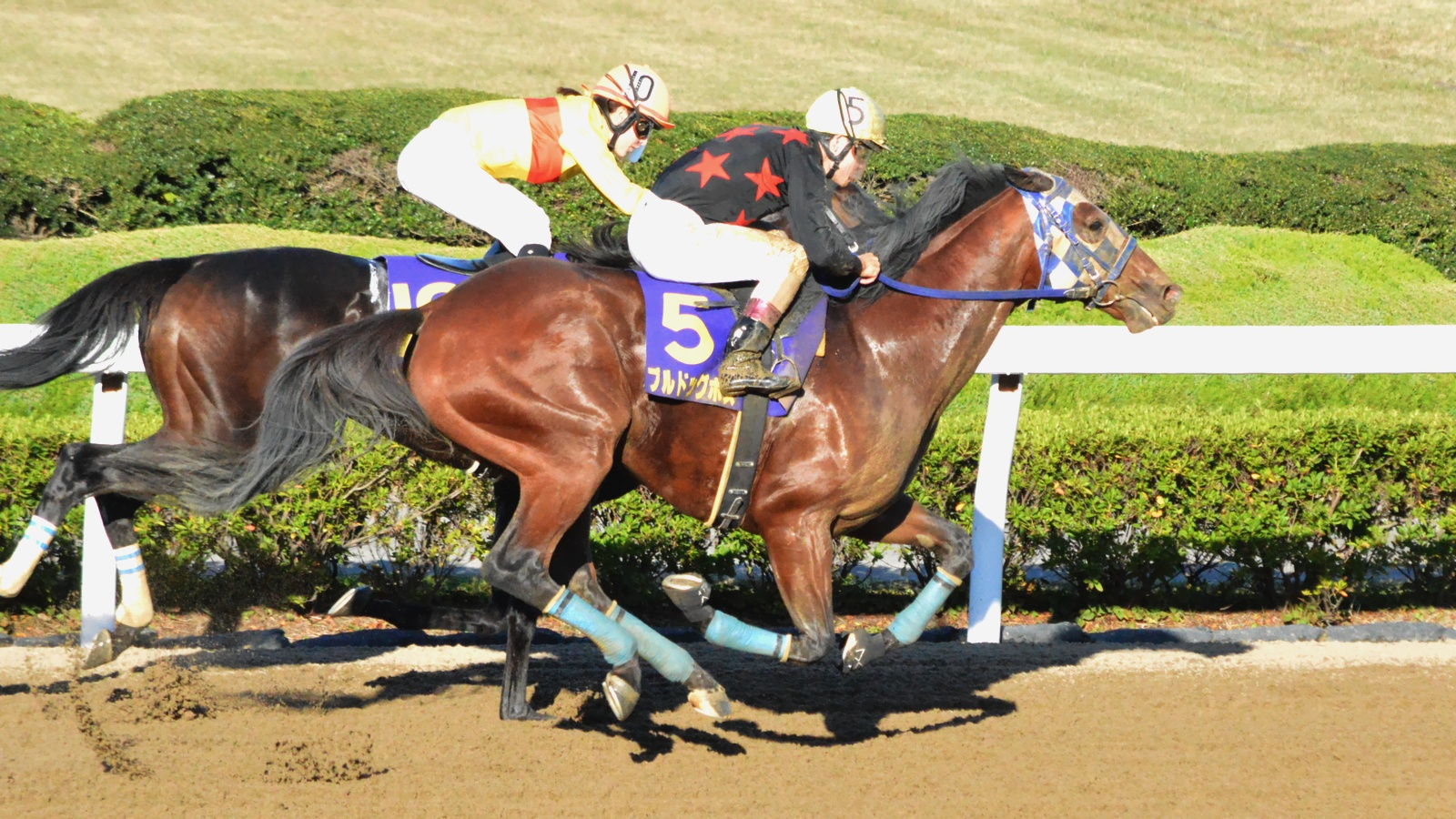
出戰日本育馬場盃短途賽的活蹦雀躍（左一內欄）

12月8日出戰亮星錦標，縱然本次比賽其需要背負高達58公斤的負磅，但仍然無阻其成為第二人氣的熱門。比賽開始後，其選擇於第四左右的位置推進，保持自身的速度等待時機。進入直路後，其於落斜的位置開始加速並取得領先，其後亦成功壓制後上的T O Genius，以2 1/2馬位優勢達成連霸，而鞍上的騎師藤田贏得生涯首個分級賽冠軍之餘，亦成為首位勝出中央分級賽的日本女騎師。

### 6歲
2020年再度以根岸錦標作為首戰，雖然於比賽初段順利出閘並保持一貫穩定的節奏，但於最後直路不敵魔族雅谷被對手追過下以第二落敗。
其後出戰東京短途錦標，本次比賽其以緊盯領放馬的形式進行，然而未能追上對手之餘更於直路被其他對手超越，最終僅獲得一席第五。
經過近4個月的放草休養後於夏日冠軍錦標復出，雖然於比賽途中以優秀的鬥心不斷衝刺，但仍然未能克服58.5公斤的頂磅，最終以第三落敗。
10月出戰東京盃，於其中再度未能戰勝Justin及Bulldog Boss獲得第三。
11月3日出戰日本育馬場盃短途賽，採用居中戰術下未能於直路衝出縮窄和前方的距離，最終僅以第六完賽。

### 7歲
2021年年初，陣營安排其遠征沙特阿拉伯出戰維雅德泥地短途錦標，於賽前僅獲第十人氣。比賽開始後，其出現漏閘問題而需要於後後方位置追走，並一直以緩慢的速度等待時機。進入直路後，其成功抽出外檔爆發末腳速度，最終逐步蠶食所有賽駒下於終點線前超越同為日本馬兼上年度亞軍馬泰領空，以些微優勢奪冠。
其後轉戰阿聯酋出戰杜拜金莎軒錦標，但未能於直路跑出以往的狀態下以第五落敗。
回國後出戰夏日冠軍錦標及東京盃，於其中分別獲得第四及第三。

### 8歲
2022年首戰和上年度一樣，為維雅德泥地短途錦標，雖然本年度以連霸作為目標，但受到年齡因素影響狀態未及以往，最終僅跑獲第四的戰績。
其後再度前往阿聯酋出戰杜拜金莎軒錦標，但於賽前訓練中右前腳第一趾籽骨出現骨折情況下避戰。
接受手術後原定於5月16日返回日本，但手術翌日隨即被發現骨折復發，因而於陣營後協商過後決定安排其退役，並於回國後的6月17日正式取消日本中央競馬會的賽駒註冊。

### 詳細賽績
| 日期       | 舉辦國家   | 馬場     | 距離   | 級別   | 賽事名稱             | 負重 | 騎師       | 馬號 | 出馬 | 名次 | 時間     | 頭馬（二馬）        |
| ---------- | ---------- | -------- | ------ | ------ | -------------------- | ---- | ---------- | ---- | ---- | ---- | -------- | ------------------- |
| 4/2/2018   | 日本       | 京都     | 泥1200 |        | 3歲未勝利            | 56   | 川須榮彥   | 2    | 16   | 1    | 1:12.9   | （Meisho Kitaguni） |
| 24/2/2018  | 日本       | 阪神     | 泥1400 |        | 3歲500萬獎金以下     | 56   | 川須榮彥   | 8    | 10   | 2    | 1:24.7   | Grimm               |
| 7/4/2019   | 日本       | 巴新     | 泥1400 |        | 3歲500萬獎金以下     | 56   | 川須榮彥   | 6    | 15   | 退賽 | 退賽     | 喜雅王              |
| 4/8/2018   | 日本       | 札幌     | 泥1000 |        | 3歲以上500萬獎金以下 | 54   | 藤岡康太   | 8    | 12   | 1    | 0:57.7   | （Komano Legend）   |
| 19/8/2018  | 日本       | 札幌     | 泥1000 |        | 大空特別             | 54   | 藤岡康太   | 4    | 12   | 1    | 0:57.6   | （卓洛奇族）        |
| 22/9/2018  | 日本       | 阪神     | 泥1400 |        | 大阪體育盃           | 55   | 杜滿萊     | 10   | 12   | 4    | 1:22.4   | Vengeance           |
| 14/10/2018 | 日本       | 京都     | 泥1200 |        | 藤森錦標             | 55   | 戶崎圭太   | 12   | 15   | 1    | 1:11.4   | （精緻印刷）        |
| 25/11/2018 | 日本       | 京都     | 泥1200 | OP     | 秋葉錦標             | 55   | 藤岡康太   | 10   | 16   | 1    | 1:10.8   | （小型艦）          |
| 9/12/2018  | 日本       | 中山     | 泥1200 | GIII   | 亮星錦標             | 55   | 柴田大知   | 2    | 16   | 1    | 1:10.2   | （Saita Three Red） |
| 27/1/2019  | 日本       | 東京     | 泥1400 | GIII   | 根岸錦標             | 56   | 莫艾誠     | 11   | 16   | 1    | 1:23.5   | （Yuranoto）        |
| 17/2/2019  | 日本       | 東京     | 泥1600 | GI     | 二月錦標             | 57   | 藤田菜七子 | 11   | 14   | 5    | 1:36.6   | 日輪之神            |
| 10/4/2019  | 日本       | 大井     | 泥1200 | JpnIII | 東京短途錦標         | 56   | 藤田菜七子 | 6    | 16   | 2    | 1:11.8   | Kitasan Mikazuki    |
| 12/8/2019  | 日本       | 盛岡     | 泥1200 | JpnIII | 星團盃               | 55   | 藤田菜七子 | 9    | 16   | 3    | 1:09.6   | 精緻印刷            |
| 2/10/2019  | 日本       | 大井     | 泥1200 | JpnII  | 東京盃               | 56   | 藤田菜七子 | 2    | 15   | 1    | 1:10.7   | （Bulldog Boss）    |
| 4/11/2019  | 日本       | 浦和     | 泥1400 | JpnI   | 日本育馬場盃短途賽   | 57   | 藤田菜七子 | 10   | 12   | 2    | 1:25.0   | Bulldog Boss        |
| 8/12/2019  | 日本       | 中山     | 泥1200 | GIII   | 亮星錦標             | 58   | 藤田菜七子 | 7    | 16   | 1    | 1:09.3   | （T O Genius）      |
| 2/2/2020   | 日本       | 東京     | 泥1400 | GIII   | 根岸錦標             | 58   | 莫艾誠     | 5    | 16   | 2    | 1:22.9   | 魔族雅谷            |
| 8/4/2020   | 日本       | 大井     | 泥1200 | JpnIII | 東京短途錦標         | 57   | 藤田菜七子 | 9    | 13   | 5    | 1:11.8   | Justin              |
| 12/8/2020  | 日本       | 佐賀     | 泥1400 | JpnIII | 夏日冠軍錦標         | 58.5 | 武豐       | 7    | 11   | 3    | 1:26.6   | Savvy               |
| 7/10/2020  | 日本       | 大井     | 泥1200 | JpnII  | 東京盃               | 57   | 藤田菜七子 | 7    | 14   | 3    | 1:10.9   | Justin              |
| 3/11/2020  | 日本       | 大井     | 泥1200 | JpnI   | 日本育馬場盃短途賽   | 57   | 藤田菜七子 | 13   | 16   | 6    | 1:11.3   | Sabuno Junior       |
| 20/2/2021  | 沙特阿拉伯 | 安都拉茲 | 泥1200 |        | 維雅德泥地短途錦標   | 57   | 布宜學     | 2    | 13   | 1    | 1:10.66  | （馬泰領空）        |
| 27/3/2021  | 阿聯酋     | 美丹     | 泥1200 | GI     | 杜拜金莎軒錦標       | 57   | 布宜學     | 5    | 13   | 5    | 記錄缺失 | 前達                |
| 1/9/2021   | 日本       | 佐賀     | 泥1400 | JpnIII | 夏日冠軍錦標         | 59   | 武豐       | 10   | 11   | 3    | 1:27.3   | 衝勁魅力            |
| 6/10/2021  | 日本       | 大井     | 泥1200 | JpnII  | 東京盃               | 57   | 李慕華     | 4    | 13   | 4    | 1:10.7   | Success Energy      |
| 26/2/2022  | 沙特阿拉伯 | 安都拉茲 | 泥1200 | GIII   | 維雅德泥地短途錦標   | 57   | 易健寧     | 2    | 13   | 4    | 1:11.95  | 舞林驕子            |

## 退役後
退役後，由於活蹦雀躍經已接受閹割，所以不能進行配種工作，因而前往大阪府羽曳野市的Crane大阪馬術俱樂部作為乘騎馬使用。

## 血統簡介
父系Spring at Last為美國賽駒，生涯戰績優秀，曾勝出一級賽多恩讓賽。祖父Silver Deputy爲美國賽駒，生涯僅出戰兩場賽事並全數勝出。
母系Celadon為美國賽駒，生涯僅勝出三場賽事。外祖父Gold Halo為日本賽駒，生涯出戰八場賽事勝出其中六場。

### 血統表
| 父線：Vice Regent系（北地舞人系）                                                         |                                |                 |                  |
| 種馬 Spring at Last 2003年（深棗色）                                                      | Silver Deputy 1985年（棗色）   | Deputy Minister | Vice Regent      |
| 種馬 Spring at Last 2003年（深棗色）                                                      | Silver Deputy 1985年（棗色）   | Deputy Minister | Mint Copt        |
| 種馬 Spring at Last 2003年（深棗色）                                                      | Silver Deputy 1985年（棗色）   | Silver Valley   | 淘金者           |
| 種馬 Spring at Last 2003年（深棗色）                                                      | Silver Deputy 1985年（棗色）   | Silver Valley   | Seven Valleys    |
| 種馬 Spring at Last 2003年（深棗色）                                                      | Winter's Gone 1996年（深棗色） | Dynaformer      | 雷弼圖           |
| 種馬 Spring at Last 2003年（深棗色）                                                      | Winter's Gone 1996年（深棗色） | Dynaformer      | Andover Way      |
| 種馬 Spring at Last 2003年（深棗色）                                                      | Winter's Gone 1996年（深棗色） | Stark Winter    | Graustark        |
| 種馬 Spring at Last 2003年（深棗色）                                                      | Winter's Gone 1996年（深棗色） | Stark Winter    | Winter Wren      |
| 繁殖雌馬 Celadon 2007年（深棗色）                                                         | Gold Halo 1997年（棕色）       | 週日寧靜        | Halo             |
| 繁殖雌馬 Celadon 2007年（深棗色）                                                         | Gold Halo 1997年（棕色）       | 週日寧靜        | Wishing Well     |
| 繁殖雌馬 Celadon 2007年（深棗色）                                                         | Gold Halo 1997年（棕色）       | Near the Gold   | Seeking the Gold |
| 繁殖雌馬 Celadon 2007年（深棗色）                                                         | Gold Halo 1997年（棕色）       | Near the Gold   | Near             |
| 繁殖雌馬 Celadon 2007年（深棗色）                                                         | Chalna 1995年（棗色）          | Darshaan        | Shirley Heights  |
| 繁殖雌馬 Celadon 2007年（深棗色）                                                         | Chalna 1995年（棗色）          | Darshaan        | Delsy            |
| 繁殖雌馬 Celadon 2007年（深棗色）                                                         | Chalna 1995年（棗色）          | Chalon          | Habitat          |
| 繁殖雌馬 Celadon 2007年（深棗色）                                                         | Chalna 1995年（棗色）          | Chalon          | Areola           |
| 雌系：號族：23-a                                                                          |                                |                 |                  |
| 五代內近親交配：淘金者 4×5、His Majesty + Graustark 5×4、北地舞人 5×5、Hail to Reason 5×5 |                                |                 |                  |

## 命名由來
名字中，Copano（コパノ）是馬主小林祥晃冠名，出自其筆名「Dr.Copa」（Dr.コパ）結合日語連接詞「的」（ノ），Kicking（キッキング）於英語中，為踢擊的意思，香港則只取後半部分的意思，並加以聯想，翻譯為「活蹦雀躍」。

## 外部連結
- 活蹦雀躍 netkeiba.com （页面存档备份，存于）
- 血統表 （页面存档备份，存于）